# Червона фабрика
Червона фабрика (нім. Rote Fabrik) — це колишня індустріальна будівля в Цюриху-Воллісгофені, яка тепер слугує популярним музичним майданчиком і культурним центром. Свою назву місце отримало завдяки стінам з червоної цегли та боротьбі лівих політичних партій за збереження будівлі й перетворення її на культурний простір.

## Історія

### Фабрика
Червона фабрика була збудована 1882 року для шовкоткацької компанії Seidenfirma Henneberg за проєктом архітектора Карла Арнольда Секен-Броннера. Згодом фабрика змінювала власників: 1899 року її придбала компанія Stünzi Söhne, а 1940 року — корпорація. 1972 року місто Цюрих викупило будівлю з планами її знесення для розширення прилеглої вулиці Зеештрассе.

### Культурний центр
Того ж таки 1972 року Швейцарська соціалістична партія розпочала народну ініціативу, щоб зберегти фабрику і перетворити її на культурний центр. Ця ідея знайшла підтримку, і в будівлі відкрилися студії для художників та почали проводитися культурні заходи. 1977 року ініціативу було офіційно ухвалено.
1980 року рішення про виділення 61 мільйона франків на реконструкцію оперного театру викликало масові протести. Демонстранти вимагали, щоб частину коштів спрямували на створення альтернативних громадських просторів. 25 жовтня 1980 року культурний центр Rote Fabrik офіційно відкрив свої двері.
1981 року Червона фабрика отримала статус об'єкта, що перебуває під охороною. Референдум 1987 року підтвердив необхідність державного субсидування центру. Після оновлення території на початку 1990-х років, 2002 року субсидії збільшили до 2,3 мільйона франків, що дозволило проводити понад 300 заходів на рік.
З 2008 року на території центру функціонує «Doc 18» — простір для нової медіакультури.
Своє 30-річчя культурний центр відзначив 2010 року.